# Apristurus manocheriani
Apristurus manocheriani (engelska: Manocherian's Catshark) är en art från släktet Apristurus. Denna art beskrevs ursprungligen av Justin A. Cordova och David A. Ebert 2021.

## Utseende
Det största observerade exemplaret var 56 centimeter långt.

## Utbredning
Apristurus manocheriani finns bara i sydvästra Indiska oceanen.

## Taxonomi
Arten är en del av undergruppen Apristurus spongiceps i genuset Apristurus.